# Margielyn Didal
Margielyn Arda Didal (Cebu, 19 de abril de 1999) é uma skatista filipina. Possui passagens por X Games, Jogos Asiáticos e Jogos Olímpicos.

## Carreira
Começou a andar de skate com amigos no Concave Park em Cebu. Quando o parque fechou, ela e seus amigos lutaram para encontrar um novo lugar para andar de skate.  Ela e seus amigos chegaram a ser presos por policiais e seguranças quando foram flagrados praticando o esporte nas ruas e em áreas abandonadas, além de ter sido impedida de entrar em um shopping center por ter um skate. Inicialmente, os pais de Didal foram céticos quanto a Didal seguir uma carreira no skate, mas apoiaram sua decisão mais tarde. 
Didal conseguiu competir em torneios e atrair patrocinadores. Na Street League Skateboarding, esteve presente no SLS PRO Open em Londres, na Inglaterra  em 26 de maio de 2018. Na rodada preliminar, ela terminou em quarto lugar e avançou para a rodada final, conseguindo a oitava colocação.
Competiu no Campeonato Mundial de Street, em 2019, no Rio de Janeiro. Não conseguiu passar para a final, ficando em 14º lugar.
Participou dos X Games de 2018, em Minneapolis, nos Estados Unidos, sendo a primeira pessoa a representar as Filipinas na competição.
Competiu nos Jogos Asiáticos de 2018, na Indonésia. Em sete tentativas, Didal acumulou 30,4 pontos para conquistar a medalha de ouro. Após sua conquista, ela foi nomeada porta-bandeira da delegação filipina para a cerimônia de encerramento dos jogos.
Nos Jogos do Sudeste Asiático de 2019, nas Filipinas, Didal conquistou duas medalhas de ouro.
Competiu nos Jogos Olímpicos de Verão de 2020, realizados em 2021, em Tóquio. Foi finalista da categoria street e terminou em sétimo lugar. Após a disputa, Margelyn Didal acabou ganhando popularidade com o público brasileiro, principalmente pela sua proximidade com Rayssa Leal, medalhista de prata na competição.Pelo Instagram, ela se surpreendeu com a quantidade de mensagens de brasileiros.